# RKS Liberec
RKS Liberec-Vratislavice byl středovlnný vysílač, který sloužil k rozhlasovému vysílání. Vysílala z něj stanice ČRo 6 na frekvenci 1287 kHz s výkonem 2 kW. Měl 1 stožár typu unipól s kapacitní zátěží o výšce 60 m.
|         | Stanice | Kmitočet | Výkon |
| ------- | ------- | -------- | ----- |
| AM (SV) | ČRo 6   | 1287 kHz | 2 kW  |